# Gutþiuda

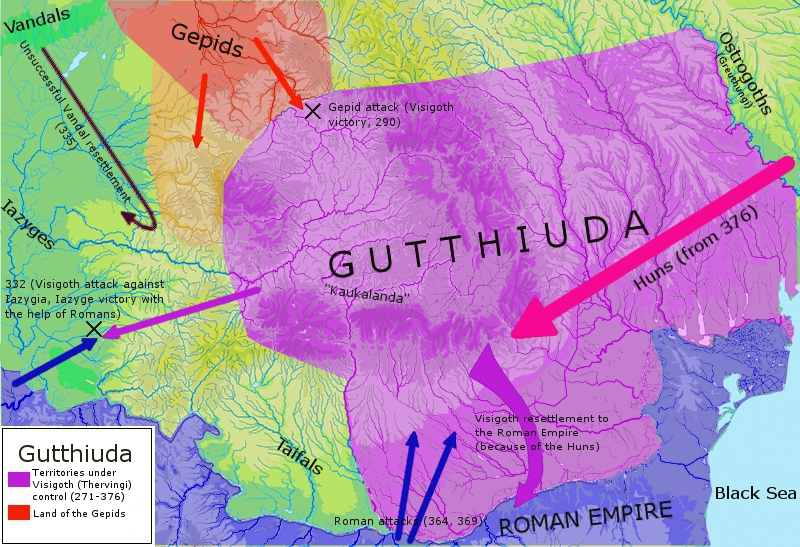
Gutþiuda

Gutþiuda (auch lateinisch Gothia; Gutthiuda) ist der gotische Name für ein Reich der gotischen Terwingen während der Spätantike, das vom Ende des 3. Jahrhunderts bis zum Auftauchen der Hunnen in Europa um 375 nördlich der unteren Donau bestand.
Gutþiuda wurde am Ende des 3. Jahrhunderts – nachdem Kaiser Aurelian die Provinz Dakien aufgab – nördlich der unteren Donau und angrenzend an das Römische Reich von den einwandernden gotischen Terwingen als freien Ansiedlern im Barbaricum errichtet und bis zum Auftauchen der Hunnen in Europa im Jahr 375 bewohnt.
Mit dem Einfall der Hunnen und der Auswanderung der Stammesführer aus dem Gebiet endete die Herrschaft der Terwingen bzw. Gutþiuda nördlich der unteren Donau.